# Henrik Klingenberg
Henrik "Lance" Klingenberg  (Åland, 21 de outubro de 1978) é um tecladista finlandês, mais conhecido como tecladista da banda finlandesa de power metal Sonata Arctica. É apelidado de Henkka pelos companheiros de banda e pelos fãs.
Começou a tocar com oito anos de idade, com clássicos. Aos dezoito, percebeu que não queria uma vida fora da música, que se tornou possível com a sua entrada no Sonata Arctica.
Conheceu o Sonata Arctica em 2002 quando, na ocasião, abriu um show deles com a sua então atual banda, Requiem. Soube que o tecladista Mikko Härkin havia saído, então candidatou-se para ocupar o seu lugar nos teclados. Fizeram os testes ele e mais outro, sabendo que os dois "dariam conta do recado" a banda decidiu sair para beber uma noite com eles. Então no fim de 2002, Henkka entrava para a banda.
Além dos teclados, também contribui como backing vocal e vocais guturais em algumas músicas. 
Atualmente também trabalha no projeto Graveyard Shift, junto com o antigo membro da banda, Jani Liimatainen. Toca teclados no Silent Voices e é vocal no Care Foundation Mental. Ele também tem seu próprio projeto solo chamado Klingenberg Syndrome, onde toca juntamente com os membros da banda Pasi Kauppinen e Elias Viljanen.
Klingenberg menciona como bandas de competência, entre outras, Pantera, Children of Bodom, Thunderstone, e Diablo. Entre outras ele também gosta de Björk, Tom Waits e Frank Zappa. As maiores influencias de Klingenberg incluem, Jon Lord, Kevin Moore e Jens Johansson. Henry toca muitas vezes o "keytar", que é a guitarra no palco como um laptop com um teclado.
Atualmente vive em Kokkola.

## Discografia

### com Sonata Arctica
- Winterheart's Guild (2003)
- Reckoning Night (2004)
- Unia (2007)
- The Days of Grays (2009)
- Stones Grow Her Name (2012)
- Pariah's Child (2014)
- The Ninth Hour (2016)
- Talviyö (2019)

### Klingenberg Syndrome
- ...and the Weird Turned Pro (2012)[3]
- Whiskey Tango Foxtrot (2017)